# Anisolotus
Anisolotus là một chi thực vật có hoa trong họ Đậu.